# Isabel Piralkova
Isabel Piralkova Coello (Arenys de Mar, 23 de junho de 2005) é uma jogadora de polo aquático espanhola.

## Carreira
Filha de Svilen Piralkov, nascido na Bulgária, que ficou em terceiro lugar com a seleção espanhola na Copa do Mundo de 2007, Isabel Piralkova atua no Club Natació Terrassa. Com a seleção júnior, ela ficou em segundo lugar no Campeonato Mundial Júnior em 2023.
Ela é jogadora da seleção espanhola de pólo aquático feminino desde sua estreia em competições internacionais. Ela competiu no Campeonato Europeu de Pólo Aquático Feminino de 2024, bem como no Campeonato Mundial de Pólo Aquático Feminino de 2024.
Nos Jogos Olímpicos de Verão de 2024, em Paris, conquistou a medalha de ouro no torneio feminino do polo aquático, após vencer confronto na final contra a equipe australiana por 11–9.